# Chaperiopsis signyensis
Chaperiopsis signyensis är en mossdjursart som beskrevs av Hayward 1993. Chaperiopsis signyensis ingår i släktet Chaperiopsis och familjen Chaperiidae. Inga underarter finns listade i Catalogue of Life.